# Patiphol Thosaeng
Patiphol Thosaeng (thailändisch ปฏิพล โทแสง, * 13. August 2003 in Nong Ya Sai), auch als Pang (thailändisch ปัง) bekannt, ist ein thailändischer Fußballspieler.

## Karriere
Patiphol Thosaeng stand bis Saisonende 2021/22 beim Drittligisten Kamphaengphet FC in Kamphaengphet unter Vertrag. Mit dem Verein spielte er in der Northern Region der Liga. Im Juni 2022 wechselte er zum Erstligaabsteiger Suphanburi FC. Sein Zweitligadebüt für den Verein aus Suphanburi gab Patiphol Thosaeng am 17. September 2022 (6. Spieltag) im Heimspiel gegen den Trat FC. Hier wurde er in der 76. Minute beim 3:0-Erfolg für Nethithorn Kaewcharoen eingewechselt. In der Hinrunde kam er dreimal für Suphanburi in der zweiten Liga zum Einsatz. Im Dezember 2022 wurde sein Vertrag nicht verlängert. Im gleichen Monat unterschrieb er einen Vertrag beim Drittligisten Kanjanapat FC. Mit dem Verein spielte er zehnmal in der Western Region der Liga. Im Sommer 2023 wechselte er in die Northern Region. Hier schloss er sich seinem ehemaligen Verein Kamphaengphet FC an. Nach insgesamt 18 Ligaspielen wurde sein Vertrag im Dezember 2024 nicht verlängert.